# حبة مقتصرة على البروجيستوجين
حبوب البروجيستوجين أو حبوب البروجستين هي حبوب لـمنع الحمل تحتوي على البروجستيرون الصناعي فقط (البروجستين) ولا تحتوي على الاستروجين. ومعروفة باللغة العامية باسم حبوب صغيرة.
وتسمى هذه الحبوب في بعض الأحيان «أقراص مقتصرة على البروجستيرون»، لكنها في الواقع لا تحتوي على البروجستيرون وإنما على عدة مركبات ذات صلة كيميائية. كما توجد مجموعة من تركيبات منع الحمل التي تحتوي على البروجيستوجين فقط.

## الاستخدامات الطبية
تتشابه الفعالية النظرية مع حبوب منع الحمل المركبة، غير أن هذه الحبوب يجب تناولها باستمرار دون أي انقطاع. كما تتميز أقراص البروجيستوجين التقليدية باحترام مواعيد تناولها الصارمة (أي في غضون 3 ساعات مقابل 12 ساعة بالنسبة لحبوب منع الحمل المركبة). غير أنه في بعض البلدان، تمتد الفترة المصادق عليها للأقراص المقتصرة على البروجستيرون (ديسوجيستريل) لمدة 12 ساعة وترجع الفعالية لمدى امتثال واحترام القوانين الموصى بها.
لا توجد علاقة بين زيادة خطر تخثر الأوردة العميقة أو أمراض القلب وافتقار الأقراص المدمجة لهرمونات الأستروجين، بينما يؤدي انخفاض خطر تخثر الدم إلى الإصابة بمرض فقر الدم المنجلي بسبب ذلك الافتقار. ويوصى باستخدام «أقراص البروجستين فقط» على أقراص ضبط النسل بالنسبة للنساء المرضعات لأن الحبوب الصغيرة لا تؤثر على إنتاجية الحليب (بينما الأستروجين يقلل من كمية حليب الأم). تقلل الحبوب الصغيرة على غرار الحبوب المركبة احتمالية الإصابة بمرض التهاب الحوض.
ومن غير الواضح ما إذا كانت الأقراص المقتصرة على البروجستيرون تحمي من سرطان المبيض بقدر حبوب منع الحمل المركبة، حيث أن الأقراص المقتصرة على البروجستيرون تسبب مضاعفات خطيرة أقل من تلك التي تتسبب بها حبوب منع الحمل المركبة.

### الأشكال المتاحة
المقال الرئيسي: حبوب منع الحمل والأقراص المقتصرة على البروجستيرون
تشمل أقراص البروجيستوجين المتاحة تجارياً التركيبات التالية الشائعة أو المستخدمة على نطاق واسع
- ديسوجيستريل 75 ميكروغرام (مثال: السيرازيت)
- نورثيسترون 350 ميكروغرام (مثال: ميكرونر، نورث-كيودي، نوريداي)

والصيغ التالية النادرة أو غير المتاحة 
- الإيثينوديول ثنائي الأسيتات 500 ميكروغرام (مثال: فيمولون)
- ليفونورغيستريل 30 ميكروغرام (مثال: 28 ميني، ميكروفال، نورغيستون)
- لينيسترنول 500 ميكروغرام (مثال: إكسلوتون، ميني-كير)
- نورغيستريل 75 ميكروغرام (أو ليفونورغيستريل 37.5 ميكروغرام) (مثال: مينيكون، نيوجست، أوفريت)

والصيغ التالية غير المتاحة إطلاقا:
- أسيتات الكلورمادينون 0,5 ميلغرام
- أسيتات الكوينغستانول 0.3 ميلغرام (مثال: ديموفيس، بيلومين)[5]

إن الأقراص المقتصرة على البروجستيرون التي لا تزال متاحة في الولايات المتحدة هي تركيبة نورثيستيرون فقط.